# Zsupánek János
Zsupánek János néhol Zsupanek János (szlovénül Janoš Županek) (Sal, 1861. január 6. – Sal, 1951. március 11.) magyarországi szlovén költő, Zsupánek Mihály költő fia, illetve Zsupánek Vilmos költő apja.
Vas megyében született Zsupánek Mihály és Gomilár Mária gyerekeként. Apja szolgált a szárd–francia–osztrák háborúban, s egyebek között járt Krajnában is (ma Szlovénia része), ahol megismerte a helyi szlovén énekeket is, és itthon a régi dolinczi (dolányi) énekeskönyvből írt át régi énekeket. János zarándoklaton járt Mariazellben, Stájerországban Graz mellett egy Szűz Mária kegyhelyen, illetve Marburg (Maribor) vidékén is a Slovenska Goricéban. Innen számos szlovén és német nyelvű éneket ismert meg. A slovenska goricei tájszólás igencsak közel áll a vend nyelvhez, ezért nem okozott Zsupáneknek nagyobb gondot a megértése.
Első gyűjteményét magyarul írta 1884 és 1893 között. 1908-ban nyomtatásban adott ki Muraszombatban a Vu Iméni Ocsé, i Sziná, i Dühá, szvétoga Ámen c. énekes-imádságos könyvet, ahová apja énekeit is beépítette. Két évvel később egy halotti énekeskönyve is megjelent ugyanott. Idősebb Klekl József a Novine c. vend újságban megjelentette másik feldolgozását is. Gyűjteményét Dolányban és Salban a katolikus hívek még sokáig használták.

## Művei
- Magyar dalok (1884-1893)
- Vu iméni Ocsé, i Sziná, i Dühá, szvétoga Ámen (Az Atya, a Fiú és a Szentlélek nevében, Ámen!) (1908)
- Mrtvecsne peszmi (Halotti énekek) (1910)
- Szenje blázsene device Marie (Az Áldott Szűzanya képe) (Novine, 1916)